# Sound Theories Vol. I & II
Sound Theories Vol. I & II ist ein Livealbum des US-amerikanischen Rockmusikers Steve Vai. Es erschien im Juni 2007 unter dem Label Epic Records und Red Ink.

## Trivia
Das Album wurde von 2004 bis 2005 in den Niederlanden von Vai gemeinsam mit dem Metropole Orchestra aufgenommen. Volume I beinhaltet Vais Gitarrenspiel und Volume II Kompositionen, die Vai für das Orchester geschrieben hat, wie Shadows and Sparks und Bledsoe Bluvd.

## Rezeption
Die Musikwebsite Allmusic vergab 3,5 von 5 möglichen Sternen für das Album. Allmusic-Kritiker William Ruhlmann befand das dieses Album der Anfang vom Ende der Gitarren-Hero Karriere sein könnte. CD Universe bewertete das Album mit vier von fünf Sternen.

## Titelliste
Alle Songs wurden von Steve Vai komponiert.

### CD 1 – Sound Theories Vol 1: "The Aching Hunger"
1. Kill the Guy with the Ball – 4:30
2. The God Eaters – 2:09
3. The Murder Prologue – 1:09
4. The Murder – 7:56
5. Gentle Ways – 5:48
6. Answers – 5:44
7. I’m Becoming – 2:20
8. Salamanders in the Sun – 5:05
9. Liberty – 2:06
10. The Attitude Song – 4:37
11. For the Love of God – 9:35

### CD 2 – Sound Theories Vol 2: "Shadows and Sparks"
1. Shadows and … – 8:41
2. Sparks – 9:27
3. Frangelica Pt. I – 3:04
4. Frangelica Pt. II – 10:30
5. Helios and Vesta – 8:19
6. Bledsoe Bluvd – 10:08

## Visual Sound Theories
Visual Sound Theories ist eine Solo-DVD von Steve Vai. Die Aufnahme wurde am 2. Juli 2005 in Groningen zusammen mit dem Metropole Orchestra getätigt.

## Titelliste DVD
1. Kill the Guy with the Ball[4]
2. The God Eaters
3. The Murder Prologue
4. The Murder
5. Answers
6. Lotus Feet
7. I’m Becoming
8. Salamanders in the Sun
9. The Attitude Song
10. Gentle Ways
11. Liberty
12. For the Love of God
13. Shadows and Sparks
14. Frangelica Pt. I & II